# جليل القيسي
جليل القيسي (كركوك، 1937 ـ تركيا، تموز 2006) هو قاص وكاتب مسرحي عراقي. كان من أعضاء جماعة كركوك الأدبية.

## حياته
ولد جليل القيسي في كركوك لأب عربي من عشيرة الكروية القاطنة في ريف ناحية جلولاء وأم كردية من عشيرة زنكنى. وظل حتى الثامنة من عمره لا يعرف سوى اللغة الكردية، وتعلم التركمانية في الحارة التي نشأ فيها.
ترك القيسي الدراسة النظامية بعد المرحلة الابتدائية، من أجل العمل، وقادة شغفه بالسينما إلى السفر إلى الولايات المتحدة الأمريكية حالمًا بالعمل في هوليوود، لكنه فشل في مسعاه، فعاد إلى كركوك بعد قرابة السنة، حيث عاش حتى نهاية عمره.
تعرض القيسي للاعتقال والتعذيب والفصل من الوظيفة في أعقاب انقلاب فبراير 1963، غير أنه لم يلبث أن أعيد إلى وظيفته سنة 1968، لكنه سرعان ما تقاعد بناء على طلبه متفرغًا للكتابة.
كان القيسي من أعضاء جماعة كركوك الأدبية، التي تأسست في كركوك في ستينيات القرن العشرين، وكان لها دور بارز في تدشين الحداثة الشعرية والقصصية العراقية والعربية منذ النصف الثاني من ستينات القرن العشرين، وضمت أدباء من الكرد والتركمان والعرب والكلدوأشوريين، وكان من أعضائها فاضل العزاوي وسركون بولص ويوسف الحيدري وزهدي الداوودي ومحيي الدين زنكَنه ومؤيد الراوي ويوسف سعيد وأنور محمود سامي وصلاح فائق وجان دمو.
كُتبت عن أعمال القيسي أربع رسائل ماجستير في جامعات الموصل وتكريت وديالى والسليمانية، وهي:
1. السرد في قصص جليل القيسي القصيرة، جاسم محمد جودة، بإشراف الأستاذ الدكتور فائق مصطفى أحمد. كلية التربية، جامعة الموصل، 1998.[3]
2. القصة القصيرة عند جليل القيسي: دراسة نفسية وفنية، سنان عبد العزيز عبد الرحيم، بإشراف الأستاذ الدكتور صالح علي حسين الجميلي. كلية التربية، جامعة تكريت، 2000.[3]
3. عالم جليل القيسي القصصي: دراسة نقدية في فنه القصصي، خالد علي ياس، بإشراف الدكتور شجاع مسلم العاني والأستاذ المساعد وليد شاكر نعاس. كلية التربية، جامعة ديالى، 2005.[3]
4. المدينة في قصص جليل القيسي: قراءة سايكو-سوسيولوجية، نزاد أحمد أسود، بإشراف الأستاذ الدكتور فائق مصطفى أحمد، كلية الآداب، جامعة السليمانية، 2008.[3]

كما كُتبت عن أعماله بعض المقالات والدراسات في الصحف والمجلات، وتُرجم العديد من قصصه ومسرحياته إلى اللغات الأخرى، وخاصة الكردية، كما قُدمت عدة نصوص من مسرحياته على خشبة المسرح.

## من مؤلفاته
نُشرت قصص القيسي في مجلات الأقلام وآفاق عربية والموقف الثقافي والأديب المعاصر وسردم العربي (السليمانية) وباريش (الأربيلية)، وصدرت له خلال حياته أربع مجموعات قصصية، وثلاث مجموعات مسرحية، هي:
- صهيل المارة حول العالم (مجموعة قصصية، بيروت، 1968)
- غيفارا عاد افتحوا الأبواب (مجموعة مسرحية، بيروت، 1971): وتضمنت 6 مسرحيات هي «أيها المشاهد جِد عنوانًا لهذه المسرحية»، «في انتظار عودة الأبناء الذين لن يعودوا إلى الوطن ثانية»، «غدًا يجب أنْ أرحل»، «زفير الصحراء»، «هي حرب طروادة أخرى»، «شفاه حزينة».[4]
- زليخة.. البُعد يقترب (مجموعة قصصية، بغداد، 1975)
- وداعاً أيها الشعراء (مجموعة مسرحية، 1979): وتضمنت ست مسرحيات، هي «خريف مبكر»، «فراشات ملونة»، «وداعًا أيها الشعراء مرحبًا أيتها الطمأنينة»، «إنَّه خادم مطيع»، «ربيع متأخر»، «وجاءت زهرة الربيع».[4]
- ومضات خلال موشور الذاكرة (مجموعة مسرحية): وتضمنت أربع مسرحيات، هي«الليلة الأخيرة للوركا في بنيرنار»، «مدينة مدججة بالسكاكين»، «انهزامية حزينة»، «ومضات من خلال موشور الذاكرة».[4]
- في زورق واحد (مجموعة قصصية، بغداد، 1985)
- مملكة الانعكاسات الضوئية (مجموعة قصصية، بغداد، 1995): ترجمها إلى الكردية نوزاد أحمد أسود.[3]

## وفاته
توفي القيسي في يوليو 2006، عن عمر يناهز التاسعة والستين، إثر عملية جراحية أجريت له في أحد مستشفيات العاصمة التركية أنقرة.